# Возвращение болотной твари
«Возвраще́ние боло́тной тва́ри» (англ. The Return of Swamp Thing) — американский супергеройский фильм, снятый по мотивам комиксов издательства DC Comics. Сиквел фильма 1982 года режиссёра Уэса Крейвена.

## Сюжет
Стремясь узнать тайну загадочного исчезновения и, возможно, смерти своей матери, красавица Абигейл (Хизер Локлир), обладающая даром общаться с растениями, приезжает в Луизиану к отчиму, могущественному, но психически неадекватному доктору Энтони Аркейну (Луи Журдан), чем подвергает свою жизнь большой опасности. Аркейн, осуществляющий опыты по превращению людей в отвратительных чудовищ и занимающийся поиском формулы бессмертия и вечной молодости, вместе со своей любовницей доктором Ланой Зурелл решает убить падчерицу: редкая группа крови Абигейл, доставшаяся ей по наследству и смешанная с кровью её матери, должна стать необходимым компонентом при создании препарата. Болотное чудовище (некогда доктор Холланд) спасает её от смерти в своём болоте и они страстно влюбляются друг в друга. Однако Аркейн не успокаивается и начинает охоту на них обоих.

## В ролях
- Дик Дурок — Болотная тварь
- Луи Журдан — доктор Энтони Аркейн
- Хизер Локлир — Абигейл
- Сара Дуглас — доктор Лана Зюррель
- Эйс Маск — Доктор Рашелль
- Джо Сагал — Ганн
- Моника Гэбриэлль — Мисс Пойнсеттиа
- Ронрико Ли — Омар
- Дэниэл Эмери Тейлор — Дэррил Холленбэк

## Съёмки
- Роль Абигейл в исполнении Хизер Локлир, в то время начинающей киноактрисы, была признана худшей ролью года по версии организаторов «Золотой малины» — антипремии «Оскара»[2].
- После Кристофера Рива Дик Дурок стал первым актёром который снялся в одной роли в нескольких экранизациях комиксов DC Comics.
- Режиссёру Джиму Вайнорски дали 30 дней на съёмки картины, он уложился в 27..